# World Rally Championship-3 2023
La stagione 2023 del World Rally Championship-3 è stata l'11ª edizione della terza serie di supporto al campionato del mondo rally; è iniziata il 19 gennaio con il Rally di Monte Carlo e si è conclusa il 19 novembre con il Rally del Giappone.

## Riepilogo
Le squadre e gli equipaggi hanno gareggiato in tredici eventi, svolti contestualmente alla stagione 2023 del campionato del mondo rally, competetendo su auto conformi ai regolamenti del gruppo R e omologate nella categoria Rally3; come di consueto sono stati assegnati i titoli iridati generali per piloti e copiloti mentre quello a squadre è stato abolito al termine della precedente stagione.

## Calendario
Il campionato, con i suoi tredici appuntamenti, ha toccato quattro continenti, con nove gare disputatesi in Europa, una in Africa, una in Asia, una in Nordamerica e una in Sudamerica.
| Calendario definitivo | Calendario definitivo   | Calendario definitivo               | Calendario definitivo         | Calendario definitivo |
| Tappa                 | Data                    | Rally                               | Sede                          | Superficie            |
| --------------------- | ----------------------- | ----------------------------------- | ----------------------------- | --------------------- |
| 1                     | 19–22 gennaio           | 91ème Rallye Automobile Monte-Carlo | Monte Carlo                   | Asfalto/neve          |
| 2                     | 9–12 febbraio           | 70th Rally Sweden                   | Umeå, contea di Västerbotten  | Neve                  |
| 3                     | 16–19 marzo             | 19º Rally Guanajuato México         | León, Guanajuato              | Sterrato              |
| 4                     | 20–23 aprile            | Croatia Rally 2023                  | Zagabria                      | Asfalto               |
| 5                     | 11–14 maggio            | 56º Vodafone Rally de Portugal      | Matosinhos, Porto             | Sterrato              |
| 6                     | 1–4 giugno              | 20º Rally Italia Sardegna           | Olbia, Sardegna               | Sterrato              |
| 7                     | 22–25 giugno            | Safari Rally Kenya 2023             | Nairobi, contea di Nairobi    | Sterrato              |
| 8                     | 20–23 luglio            | 13. Rally Estonia                   | Tartu, Tartumaa               | Sterrato              |
| 9                     | 3–6 agosto              | 72nd Secto Rally Finland            | Jyväskylä, Finlandia Centrale | Sterrato              |
| 10                    | 7–10 settembre          | 67th EKO Acropolis Rally Greece     | Lamia, Grecia Centrale        | Sterrato              |
| 11                    | 28 settembre–1º ottobre | Copec Rally Chile 2023              | Concepción, Bío Bío           | Sterrato              |
| 12                    | 26–29 ottobre           | 1st Central Europe Rally            | Passavia, Baviera             | Asfalto               |
| 13                    | 16–19 novembre          | FORUM8 Rally Japan 2023             | Nagoya, Chūbu                 | Asfalto               |

## Cambiamenti nel regolamento

### Regolamento sportivo
Rispetto alla precedente stagione, nel 2023 non è stato più assegnato il titolo a squadre.

## Iscritti
| Costruttori | Auto                | Squadre                          | Pneumatici | Piloti                   | Copiloti               | Gare           |
| ----------- | ------------------- | -------------------------------- | ---------- | ------------------------ | ---------------------- | -------------- |
| Ford        | Ford Fiesta Rally3  | Roope Korhonen                   | P          | Roope Korhonen           | Anssi Viinikka         | 2              |
| Ford        | Ford Fiesta Rally3  | Rautio Motorsport                | P          | Roope Korhonen           | Anssi Viinikka         | 5–6, 8         |
| Ford        | Ford Fiesta Rally3  | Rautio Motorsport                | P          | Benjamin Korhola         | Pekka Kelander         | 8-9            |
| Ford        | Ford Fiesta Rally3  | Motorsport Ireland Rally Academy | P          | William Creighton        | Liam Regan             | 2, 4, 6, 8, 10 |
| Ford        | Ford Fiesta Rally3  | Motorsport Ireland Rally Academy | P          | Eamonn Kelly             | Conor Mohan            | 2, 4, 6, 8, 10 |
| Ford        | Ford Fiesta Rally3  | Laurent Pellier                  | P          | Laurent Pellier          | Marine Pelamourgues    | 2, 4           |
| Ford        | Ford Fiesta Rally3  | Laurent Pellier                  | P          | Laurent Pellier          | Kévin Bronner          | 6, 8, 10       |
| Ford        | Ford Fiesta Rally3  | Toni Herranen                    | P          | Toni Herranen            | Mikko Lukka            | 2, 5, 8        |
| Ford        | Ford Fiesta Rally3  | Diego Dominguez Jr.              | P          | Diego Dominguez Jr.      | Rogelio Peñate         | 2–3, 7, 10-11  |
| Ford        | Ford Fiesta Rally3  | Jesse Kallio                     | P          | Jesse Kallio             | Jussi Lindberg         | 2, 9           |
| Ford        | Ford Fiesta Rally3  | Filip Kohn                       | P          | Filip Kohn               | Tomáš Střeska          | 2, 4           |
| Ford        | Ford Fiesta Rally3  | Filip Kohn                       | P          | Filip Kohn               | Thomas Woodburn        | 6, 9, 12       |
| Ford        | Ford Fiesta Rally3  | RACB National Team               | P          | Tom Rensonnet            | Loïc Dumont            | 2, 4, 6, 8, 10 |
| Ford        | Ford Fiesta Rally3  | Hamza Anwar                      | P          | Hamza Anwar              | Adnan Din              | 2, 6           |
| Ford        | Ford Fiesta Rally3  | Hamza Anwar                      | P          | Hamza Anwar              | Martin Brady           | 4              |
| Ford        | Ford Fiesta Rally3  | Hamza Anwar                      | P          | Hamza Anwar              | Alexander Kihurani     | 8              |
| Ford        | Ford Fiesta Rally3  | Hamza Anwar                      | P          | Hamza Anwar              | Julia Thulin           | 10             |
| Ford        | Ford Fiesta Rally3  | Jason Bailey                     | P          | Jason Bailey             | Shayne Peterson        | 3, 13          |
| Ford        | Ford Fiesta Rally3  | Jason Bailey                     | P          | Jason Bailey             | James Willetts         | 7              |
| Ford        | Ford Fiesta Rally3  | Roberto Blach                    | P          | Roberto Blach            | Mauro Barreiro         | 4, 6, 8, 10    |
| Ford        | Ford Fiesta Rally3  | Martin Ravenščak                 | P          | Martin Ravenščak         | Dora Ravenščak         | 4, 12          |
| Ford        | Ford Fiesta Rally3  | Castrol Ford Team Türkiye        | P          | Ali Türkkan              | Burak Erdener          | 6, 8-10        |
| Ford        | Ford Fiesta Rally3  | Rally Stars Program Kenya        | P          | Hamza Anwar              | Adnan Din              | 7              |
| Ford        | Ford Fiesta Rally3  | Rally Stars Program Kenya        | P          | Jeremiah Wahome          | Victor Okundi          | 7              |
| Ford        | Ford Fiesta Rally3  | Rally Stars Program Kenya        | P          | McRae Kimathi            | Mwangi Kioni           | 7              |
| Ford        | Ford Fiesta Rally3  | Brendan Cumiskey                 | P          | Brendan Cumiskey         | Arthus Kierans         | 8              |
| Ford        | Ford Fiesta Rally3  | Brendan Cumiskey                 | P          | Brendan Cumiskey         | Martin Connolly        | 9              |
| Ford        | Ford Fiesta Rally3  | Kristian Nieminem                | P          | Kristian Nieminem        | Valtteri Nieminem      | 9              |
| Ford        | Ford Fiesta Rally3  | Henri Timonen                    | P          | Henri Timonen            | Jussi Kärpijoki        | 9              |
| Ford        | Ford Fiesta Rally3  | Ville Laakso                     | P          | Ville Laakso             | Jani Luhtaniemi        | 9              |
| Ford        | Ford Fiesta Rally3  | Tuomas Vihtari                   | P          | Tuomas Vihtari           | Ville Harvia           | 9              |
| Ford        | Ford Fiesta Rally3  | Marek Paciorkowski               | P          | Marek Paciorkowski       | Kamil Heller           | 9              |
| Ford        | Ford Fiesta Rally3  | Petr Borodin                     | P          | Petr Borodin             | Roman Čeprassov        | 9              |
| Ford        | Ford Fiesta Rally3  | Eduardo Castro                   | P          | Eduardo Castro           | Carla Salvat Trias     | 10             |
| Ford        | Ford Fiesta Rally3  | Eduardo Castro                   | P          | Eduardo Castro           | Fernando Mussano       | 11             |
| Ford        | Ford Fiesta Rally3  | Spyridon Galerakis               | P          | Spyridon Galerakis       | Konstantinos Soukoulis | 10             |
| Ford        | Ford Fiesta Rally3  | Georgios Delaportas              | P          | Georgios Delaportas      | Evangelos Panaritis    | 10             |
| Ford        | Ford Fiesta Rally3  | Epameinondas Karanikolas         | P          | Epameinondas Karanikolas | Georgios Kakavas       | 10             |
| Ford        | Ford Fiesta Rally3  | Fabio Schwarz                    | P          | Fabio Schwarz            | Bernhard Ettel         | 12             |
| Renault     | Renault Clio Rally3 | Efthymios Chalkias               | P          | Efthymios Chalkias       | Nikolaos Komnos        | 10             |
| Fonti:      |                     |                                  |            |                          |                        |                |

## Risultati e statistiche
| Gara | Nome rally                                                      | Vincitori                                                      | Vincitori                                                      | Vincitori                                                      | Vincitori                                                      | Statistiche | Statistiche           | Statistiche | Statistiche | Statistiche |
| Gara | Nome rally                                                      | Nº                                                             | Pilota e copilota                                              | Squadra e vettura                                              | Tempo                                                          | Speciali    | Lunghezza             | Iscritti    | Partiti     | Arrivati    |
| ---- | --------------------------------------------------------------- | -------------------------------------------------------------- | -------------------------------------------------------------- | -------------------------------------------------------------- | -------------------------------------------------------------- | ----------- | --------------------- | ----------- | ----------- | ----------- |
| 1    | 91ème Rallye Automobile Monte-Carlo (19–22 gennaio) — Resoconto | Nessun concorrente ha partecipato alla gara nella serie WRC-3. | Nessun concorrente ha partecipato alla gara nella serie WRC-3. | Nessun concorrente ha partecipato alla gara nella serie WRC-3. | Nessun concorrente ha partecipato alla gara nella serie WRC-3. | 18          | 325,02 km             | -           | -           | -           |
| 2    | 70th Rally Sweden (9–12 febbraio) — Resoconto                   | 49                                                             | Roope Korhonen Anssi Viinikka                                  | privato (Ford Fiesta Rally3)                                   | 2h44'25"9                                                      | 18          | 301,18 km             | 10          | 10          | 9           |
| 3    | 19° Rally Guanajuato Mexico (16–19 marzo) — Resoconto           | 30                                                             | Diego Dominguez Jr. Rogelio Peñate                             | privato (Ford Fiesta Rally3)                                   | 3h46'34"2                                                      | (23) 22     | (312,09 km) 297,27 km | 2           | 2           | 2           |
| 4    | Croatia Rally 2023 (20–23 aprile) — Resoconto                   | 50                                                             | Eamonn Kelly Conor Mohan                                       | Motorsport Ireland Rally Academy (Ford Fiesta Rally3)          | 3h20'15"7                                                      | 20          | 301,26 km             | 8           | 8           | 6           |
| 5    | 56º Vodafone Rally de Portugal (12–14 maggio) — Resoconto       | 70                                                             | Roope Korhonen Anssi Viinikka                                  | Rautio Motorsport (Ford Fiesta Rally3)                         | 4h11'51"5                                                      | 19          | 325,35 km             | 2           | 2           | 2           |
| 6    | 20º Rally Italia Sardegna (1º–4 giugno) — Resoconto             | 65                                                             | Roope Korhonen Anssi Viinikka                                  | Rautio Motorsport (Ford Fiesta Rally3)                         | 4h14'20"0                                                      | 19          | 320,88 km             | 9           | 9           | 9           |
| 7    | Safari Rally Kenya 2023 (22–25 giugno) — Resoconto              | 34                                                             | Diego Dominguez Jr. Rogelio Peñate                             | privato (Ford Fiesta Rally3)                                   | 4h37'57"1                                                      | 19          | 355,92 km             | 5           | 5           | 3           |
| 8    | 13. Rally Estonia (20–23 luglio) — Resoconto                    | 47                                                             | Roope Korhonen Anssi Viinikka                                  | Rautio Motorsport (Ford Fiesta Rally3)                         | 2h57'16"2                                                      | 21          | 300,42 km             | 11          | 11          | 10          |
| 9    | 72nd Secto Rally Finland (3-6 agosto) — Resoconto               | 53                                                             | Benjamin Korhola Pekka Kelander                                | Rautio Motorsport (Ford Fiesta Rally3)                         | 2h54'27"0                                                      | 22          | 320,56 km             | 12          | 12          | 8           |
| 10   | 67th EKO Acropolis Rally Greece (7-10 settembre) — Resoconto    | 59                                                             | Diego Dominguez Jr. Rogelio Peñate                             | privato (Ford Fiesta Rally3)                                   | 3h24'38"9                                                      | 15          | 270,89 km             | 13          | 13          | 10          |
| 11   | Copec Rally Chile 2023 (28 settembre–1º ottobre) — Resoconto    | 44                                                             | Eduardo Castro Fernando Mussano                                | privato (Ford Fiesta Rally3)                                   | 3h36'14"7                                                      | 16          | 320,98 km             | 2           | 2           | 1           |
| 12   | 1st Central Europe Rally 2023 (26-29 ottobre) — Resoconto       | 55                                                             | Filip Kohn Tom Woodburn                                        | privato (Ford Fiesta Rally3)                                   | 3h23'04"4                                                      | 18          | 310,01 km             | 3           | 3           | 3           |
| 13   | FORUM8 Rally Japan 2023 (16-19 novembre) — Resoconto            | 31                                                             | Jason Bailey Shayne Peterson                                   | privato (Ford Fiesta Rally3)                                   | 5h03'05"7                                                      | (22) 21     | (304,12 km) 281,59 km | 1           | 1           | 1           |

Legenda: Nº = Numero di gara.

## Classifiche

### Punteggio
Il punteggio rimase inalterato rispetto alla precedente edizione. A parità di punti, in tutte le classifiche prevaleva chi aveva ottenuto il miglior risultato e/o il maggior numero di essi. A parità di punteggio, in tutte le classifiche prevaleva chi aveva ottenuto il miglior risultato e/o il maggior numero di essi
| Posizione finale | 1ª | 2ª | 3ª | 4ª | 5ª | 6ª | 7ª | 8ª | 9ª | 10ª |
| Punti            | 25 | 18 | 15 | 12 | 10 | 8  | 6  | 4  | 2  | 1   |

### Classifica generale piloti
Per la graduatoria finale piloti erano validi soltanto i migliori quattro risultati sui cinque appuntamenti a cui i concorrenti si fossero iscritti.
| Pos. | Pilota              | MON | SVE | MES | CRO | POR | ITA | SAF | EST | FIN | ACR | CIL | EUR | GIA | Punti |
| ---- | ------------------- | --- | --- | --- | --- | --- | --- | --- | --- | --- | --- | --- | --- | --- | ----- |
| 1    | Roope Korhonen      |     | 1   |     |     | 1   | 1   |     | 1   |     |     |     |     |     | 100   |
| 2    | Diego Dominguez     |     | 4   | 1   |     |     |     | 1   |     |     | 1   | Rit |     |     | 87    |
| 3    | Jason Bailey        |     |     | 2   |     |     |     | 2   |     |     |     |     |     | 1   | 61    |
| 4    | Tom Rensonnet       |     | 5   |     | 2   |     | 6   |     | 8   |     | 3   |     |     |     | 55    |
| 5    | Filip Kohn          |     | 9   |     | 6   |     | 9   |     |     | 3   |     |     | 1   |     | 52    |
| 6    | William Creighton   |     | 2   |     | 5   |     | 2   |     | 10  |     | 8   |     |     |     | 51    |
| 7    | Eamonn Kelly        |     | Rit |     | 1   |     | 7   |     | Rit |     | 2   |     |     |     | 49    |
| 8    | Roberto Blach       |     |     |     | 3   |     | 4   |     | 5   |     | 5   |     |     |     | 47    |
| 9    | Laurent Pellier     |     | 3   |     | Rit |     | 5   |     | 2   |     | 10  |     |     |     | 44    |
| 10   | Eduardo castro      |     |     |     |     |     |     |     |     |     | 4   | 1   |     |     | 37    |
| 11   | Toni Herranen       |     | 8   |     |     | 2   |     |     | 3   | NP  |     |     |     |     | 37    |
| 12   | Hamza Anwar         |     | 7   |     | 4   |     | 8   | Rit | 6   |     | Rit |     |     |     | 30    |
| 13   | Benjamin Korhola    |     |     |     |     |     |     |     | 9   | 1   |     |     |     |     | 27    |
| 14   | Ali Türkkan         |     |     |     |     |     | 3   |     | 4   | Rit | Rit |     |     |     | 27    |
| 15   | Jesse Kallio        |     | 6   |     |     |     |     |     |     | 2   |     |     |     |     | 26    |
| 16   | Fabio Schwarz       |     |     |     |     |     |     |     |     |     |     |     | 2   |     | 18    |
| 17   | McRae Kimathi       |     |     |     |     |     |     | 3   |     |     |     |     |     |     | 15    |
| 18   | Martin Ravenscak    |     |     |     | Rit |     |     |     |     |     |     |     | 3   |     | 15    |
| 19   | Brendan Cumiskey    |     |     |     |     |     |     |     | 7   | 6   |     |     |     |     | 14    |
| 20   | Henri Timonen       |     |     |     |     |     |     |     |     | 4   |     |     |     |     | 12    |
| 21   | Tuomas Vihtari      |     |     |     |     |     |     |     |     | 5   |     |     |     |     | 10    |
| 22   | Efthymios Chalkias  |     |     |     |     |     |     |     |     |     | 6   |     |     |     | 8     |
| 23   | Spyridon Galerakis  |     |     |     |     |     |     |     |     |     | 7   |     |     |     | 6     |
| 24   | Ville Laakso        |     |     |     |     |     |     |     |     | 7   |     |     |     |     | 6     |
| 25   | Petr Borodin        |     |     |     |     |     |     |     |     | 8   |     |     |     |     | 4     |
| 26   | Georgios Delaportas |     |     |     |     |     |     |     |     |     | 9   |     |     |     | 2     |
| Pos. | Pilota              | MON | SVE | MES | CRO | POR | ITA | SAF | EST | FIN | ACR | CIL | EUR | GIA | Punti |

| Colore  | Risultato                |
| ------- | ------------------------ |
| Oro     | Vincitore                |
| Argento | 2º posto                 |
| Bronzo  | 3º posto                 |
| Verde   | Finito a punti           |
| Blu     | Finito senza punti       |
| Blu     | Non classificato (NC)    |
| Viola   | Ritirato (Rit)           |
| Nero    | Squalificato (SQ)        |
| Nero    | Escluso (ES)             |
| Bianco  | Non ha gareggiato        |
| Bianco  | Iscrizione ritirata (WD) |
| Bianco  | Non partito (NP)         |
| Bianco  | Gara cancellata (C)      |

### Classifica generale copiloti
Per la graduatoria finale copiloti erano validi soltanto i migliori quattro risultati sui cinque appuntamenti a cui i concorrenti si fossero iscritti.
| Pos. | Copilota               | MON | SVE | MES | CRO | POR | ITA | SAF | EST | FIN | ACR | CIL | EUR | GIA | Punti |
| ---- | ---------------------- | --- | --- | --- | --- | --- | --- | --- | --- | --- | --- | --- | --- | --- | ----- |
| 1    | Anssi Viinikka         |     | 1   |     |     | 1   | 1   |     | 1   |     |     |     |     |     | 100   |
| 2    | Rogelio Peñate         |     | 4   | 1   |     |     |     | 1   |     |     | 1   | Rit |     |     | 87    |
| 3    | Loïc Dumont            |     | 5   |     | 2   |     | 6   |     | 8   |     | 3   |     |     |     | 55    |
| 4    | Liam Regan             |     | 2   |     | 5   |     | 2   |     | 10  |     | 8   |     |     |     | 51    |
| 5    | Conor Mohan            |     | Rit |     | 1   |     | 7   |     | Rit |     | 2   |     |     |     | 49    |
| 6    | Mauro Barreiro         |     |     |     | 3   |     | 4   |     | 5   |     | 5   |     |     |     | 47    |
| 7    | Shayne Peterson        |     |     | 2   |     |     |     |     |     |     |     |     |     | 1   | 43    |
| 8    | Thomas Woodburn        |     |     |     |     |     | 9   |     |     | 3   |     |     | 1   |     | 42    |
| 9    | Mikko Lukka            |     | 8   |     |     | 2   |     |     | 3   | NP  |     |     |     |     | 37    |
| 10   | Kévin Bronner          |     |     |     |     |     | 5   |     | 2   |     | 10  |     |     |     | 29    |
| 11   | Pekka Kelander         |     |     |     |     |     |     |     | 9   | 1   |     |     |     |     | 27    |
| 12   | Burak Erdener          |     |     |     |     |     | 3   |     | 4   | Rit | Rit |     |     |     | 27    |
| 13   | Jussi Lindberg         |     | 6   |     |     |     |     |     |     | 2   |     |     |     |     | 26    |
| 14   | Fernando Mussano       |     |     |     |     |     |     |     |     |     |     | 1   |     |     | 25    |
| 15   | Bernhard Ettel         |     |     |     |     |     |     |     |     |     |     |     | 2   |     | 18    |
| 16   | James Willetts         |     |     |     |     |     |     | 2   |     |     |     |     |     |     | 18    |
| 17   | Marine Pelamourgues    |     | 3   |     | Rit |     |     |     |     |     |     |     |     |     | 15    |
| 18   | Mwangi Kioni           |     |     |     |     |     |     | 3   |     |     |     |     |     |     | 15    |
| 19   | Dora Ravenscak         |     |     |     | Rit |     |     |     |     |     |     |     | 3   |     | 15    |
| 20   | Carla Salvat Trias     |     |     |     |     |     |     |     |     |     | 4   |     |     |     | 12    |
| 21   | Jussi Kärpijoki        |     |     |     |     |     |     |     |     | 4   |     |     |     |     | 12    |
| 22   | Martin Brady           |     |     |     | 4   |     |     |     |     |     |     |     |     |     | 12    |
| 23   | Ville Harvia           |     |     |     |     |     |     |     |     | 5   |     |     |     |     | 10    |
| 24   | Tomáš Střeska          |     | 9   |     | 6   |     |     |     |     |     |     |     |     |     | 10    |
| 25   | Adnan Din              |     | 7   |     |     |     | 8   | Rit |     |     |     |     |     |     | 10    |
| 26   | Nikolaos Komnos        |     |     |     |     |     |     |     |     |     | 6   |     |     |     | 8     |
| 27   | Michael Connolly       |     |     |     |     |     |     |     |     | 6   |     |     |     |     | 8     |
| 28   | Alexander Kihurani     |     |     |     |     |     |     |     | 6   |     |     |     |     |     | 8     |
| 29   | Arthus Kierans         |     |     |     |     |     |     |     | 7   |     |     |     |     |     | 6     |
| 30   | Jani Luhtaniemi        |     |     |     |     |     |     |     |     | 7   |     |     |     |     | 6     |
| 31   | Konstantinos Soukoulis |     |     |     |     |     |     |     |     |     | 7   |     |     |     | 6     |
| 32   | Roman Čeprassov        |     |     |     |     |     |     |     |     | 8   |     |     |     |     | 4     |
| 33   | Evangelos Panaritis    |     |     |     |     |     |     |     |     |     | 9   |     |     |     | 2     |
| Pos. | Copilota               | MON | SVE | MES | CRO | POR | ITA | SAF | EST | FIN | ACR | CIL | EUR | GIA | Punti |

| Colore  | Risultato                |
| ------- | ------------------------ |
| Oro     | Vincitore                |
| Argento | 2º posto                 |
| Bronzo  | 3º posto                 |
| Verde   | Finito a punti           |
| Blu     | Finito senza punti       |
| Blu     | Non classificato (NC)    |
| Viola   | Ritirato (Rit)           |
| Nero    | Squalificato (SQ)        |
| Nero    | Escluso (ES)             |
| Bianco  | Non ha gareggiato        |
| Bianco  | Iscrizione ritirata (WD) |
| Bianco  | Non partito (NP)         |
| Bianco  | Gara cancellata (C)      |